# North American Soccer League 1984
La 17ª e ultima stagione della NASL fu disputata nel 1984, e fu caratterizzata dalla grave crisi economica di numerose squadre della Lega, prima tra tutte i prestigiosi New York Cosmos, venduti dalla capofila WEA e costretti ad affrontare in emergenza un campionato con mezzi limitati (i Cosmos mancarono per la prima volta dopo otto stagioni i play-off). Delle 12 squadre superstiti del 1983, altre tre chiusero i battenti, quelle di Montréal, di Seattle e l'estemporaneo Team America di Washington D.C., mentre gli Strikers di Fort Lauderdale si trasferirono a Minneapolis divenendo i Minnesota Strikers. In totale furono 9 le squadre a disputarsi l'ultimo titolo NASL della storia.
Gli ultimi campioni NASL furono i Chicago Sting. Nel 1985 la Lega dichiarò fallimento.

## Formula
Le 12 squadre vennero ripartite in due divisioni, orientale e occidentali. Furono previste solo semifinali e finali.
- Semifinali: da disputarsi tra la prima di una divisione contro la seconda dell'altro, con il meccanismo delle due partite su tre con diritto per la miglior piazzata durante la regular season di giocare in casa la prima e la eventuale terza gara di spareggio.
- Finale: Da disputarsi tra le due vincitrici le semifinali secondo le stesse modalità delle semifinali.

## Punteggio
- 6 punti per la vittoria;
- 0 punti per la sconfitta;
- 4 punto per la vittoria dopo gli shootout
- 1 punto supplementare per ogni goal segnato durante un incontro, fino a un massimo di 3

## Squadre partecipanti
- Eastern Division: Chicago Sting, New York Cosmos, Toronto Blizzard, Tampa Bay Rowdies
- Western Division: Golden Bay Earthquakes, Minnesota Strikers, San Diego Sockers, Tulsa Roughnecks, Vancouver Whitecaps

## Classifiche

### Regular Season

#### Eastern Division
|  | Squadra   | V  | P  | GF | GS | PT  |
|  | --------- | -- | -- | -- | -- | --- |
|  | Chicago   | 13 | 11 | 50 | 49 | 120 |
|  | Toronto   | 14 | 10 | 46 | 33 | 117 |
|  | New York  | 13 | 11 | 43 | 42 | 115 |
|  | Tampa Bay | 9  | 15 | 43 | 61 | 87  |

#### Western Division
|  | Squadra    | V  | P  | GF | GS | PT  |
|  | ---------- | -- | -- | -- | -- | --- |
|  | San Diego  | 14 | 10 | 51 | 42 | 118 |
|  | Vancouver  | 13 | 11 | 51 | 48 | 117 |
|  | Minnesota  | 14 | 10 | 40 | 44 | 115 |
|  | Tulsa      | 10 | 14 | 42 | 46 | 98  |
|  | Golden Bay | 8  | 16 | 61 | 62 | 95  |

### Semifinali
|                   |   |                     | Gara 1 | Gara 2 | Gara 3 |                            |
| Chicago Sting     | - | Vancouver Whitecaps | 0 - 1  | 3 - 1  | 4 - 3  | 18, 23 e 28 settembre 1984 |
| San Diego Sockers | - | Toronto Blizzard    | 1 - 2  | 0 - 1  |        | 18 e 21 settembre 1984     |

### Finali
|               |   |                  | Gara 1 | Gara 2 | Gara 3 |                     |
| Chicago Sting | - | Toronto Blizzard | 2 - 1  | 3 - 2  |        | 1º e 3 ottobre 1984 |